# جون ماكليلاند
جون ماكليلاند (John McClelland) (مواليد 7 ديسمبر 1955) هو لاعب كرة قدم. يلعب مع منتخب أيرلندا الشمالية لكرة القدم. سبق له أن لعب في كأس العالم لكرة القدم مع منتخب بلاده.

## وصلات خارجية
- جون ماكليلاند على موقع الاتحاد الأوربي (الإنجليزية)
- جون ماكليلاند على موقع قاعدة بيانات كرة القدم.إي يو (الإنجليزية)
- جون ماكليلاند على موقع ناشيونال فوتبول تيمز (الإنجليزية)
- جون ماكليلاند على موقع Soccerbase.com (لاعب) (الإنجليزية)